# A9-es autópálya (Ausztria)
Az A9-es autópálya (németül: Pyhrn Autobahn) egy autópálya Ausztriában. Az autópálya az A1-es és az A8-as voralpeni csomópontjánál kezdődik, és a szlovén határig ér, ezzel összeköttetést biztosít Németországgal – Ausztrián át – mind a szlovén, mind a volt jugoszláv úthálózattal.

## Története

### Építése
Az utolsó 8 km-es szakaszát Micheldorfnál (Felső-Ausztria) 2004 decemberében adták át. Az útnak két különdíjas, csak egy pályát szolgáló alagúttal rendelkező szakasza van: a Bosruck és a Gleinalm alagút. 2×3 sávosként épült ki a Peggau/Deutschfeistritztől Graz-Nordig és a Graz-Weblingtől Graz-West csomópontig tartó szakasz.
Tervezik a hiányzó második alagútcsatornát a Klaus alagútláncolatban. Elkészült a Bosruck alagút második csatornája az Ardning híddal, 2015-ig a régi útpályát renoválják. A Lainberg alagút második furása a Kurz alagúttal 2009 év elején elkezdődött, az átadás várható éve 2013. Ezek befejezését követően a Gleinalm alagút marad az utolsó egynyomú, különdíjas alagút.

## Forgalmi adatok
| Kilométerszelvény | Mérőállomás                       | 2017. májusi napi átlagos forgalmi adatok | 2016. évi napi átlagos forgalom |
| ----------------- | --------------------------------- | ----------------------------------------- | ------------------------------- |
| 3,130             | Schölldorf                        | 27 011                                    | 26 982                          |
| 31,148            | Klaus an der Pyhrnbahn            | 19 583                                    | 19 862                          |
| 54,001            | Spittal am Pyhrn                  | 16 791                                    | 17 778                          |
| 71,490            | Selzthal alagút                   | 23 988                                    | 28 300                          |
| 101,120           | Schoberpaß                        | 22 654                                    | 23 801                          |
| 165,983           | Peggau–Deutschfeistritz csomópont | 43 662                                    | 41 589                          |
| 186,210           | Graz–Webling                      | 63 484                                    | n.a.                            |
| 198,083           | Werndorf Terminal                 | 49 278                                    | 47 380                          |
| 208,018           | Steinberg                         | 39 488                                    | 39 028                          |
| 227,300           | Spielfeld                         | 19 564                                    | 21 645                          |

## Érdekességek
- Az autópályán található a Plabutsch alagút, amely 10 km-es hosszúságú. Az alagút Graz-Nord és Graz-Webling, a 175-ös és a 185-ös kilométerszelvény közt található, amely elvezeti a balkáni országokba irányuló vendégmunkások forgalmát, megkímélve az ezzel járó forgalmi terheléstől Grazot. Európában ez a második leghosszabb duplacsöves közúti alagút.

## Fordítás
- Ez a szócikk részben vagy egészben az Phyrn Autobahn című német Wikipédia-szócikk fordításán alapul.  Az eredeti cikk szerkesztőit annak laptörténete sorolja fel. Ez a jelzés csupán a megfogalmazás eredetét és a szerzői jogokat jelzi, nem szolgál a cikkben szereplő információk forrásmegjelöléseként.